# Slanted and Enchanted
Slanted and Enchanted er den første plade fra indierockbandet Pavement. Pladen bærer præg af en upoleret og ringe lydkvalitet der senere skulle have indflydelse på en lange række undergrundsartister. Pladen er senere udkommet i en udvidet jubilæumsudgave under navnet Slanted and Enchanted: Luxe and Reduxe på Matador Records. Den optræder ofte på lister over rockhistoriens bedste plader, blandt andet i musikmagaziner såsom Pitchfork Media, Rolling Stone og Blender.

## Tracklisting
1. "Summer Babe (Winter Version)" – 3:16
2. "Trigger Cut/Wounded-Kite At :17" – 3:16
3. "No Life Singed Her" – 2:09
4. "In the Mouth a Desert" – 3:52
5. "Conduit for Sale!" – 2:52
6. "Zurich is Stained" – 1:41
7. "Chesley's Little Wrists" – 1:16
8. "Loretta's Scars" – 2:55
9. "Here" – 3:56
10. "Two States" – 1:47 (with Spiral)
11. "Perfume-V" – 2:09
12. "Fame Throwa" – 3:22
13. "Jackals, False Grails: The Lonesome Era" – 3:21
14. "Our Singer" – 3:09